# Ysaak van Delden
Ysaak van Delden (* 25. Mai 1859 in Emden; † 2. Mai 1939 in Ahaus) war ein deutscher Textilfabrikant.

## Leben

### Herkunft und Familie
Ysaak van Delden entstammte einer alten Industriellenfamilie, die ihren Ursprung in den Niederlanden hatte. Sein Urgroßvater Matheus van Delden war Kaufmann, ebenso sein Großvater Jan van Delden (* 1798 in Deventer/NL), der mit  Maria Elisabeth Sluiters aus Nordhorn verheiratet war. Zwölf Kinder sind aus der Ehe hervorgegangen, darunter Gerrit van Delden, Gründer der van Delden-Textilgruppe in Gronau.
Sein Vater Friederich Theodor (* 1826 Nordhorn) war Arzt in Emden und mit Martha Brons verheiratet.
Ysaak heiratete am 14. August 1885 in Enschede Marie van Heek, Tochter von Gerrit Jan van Heek und Julia Blijdenstein. Vier Söhne und eine Tochter sind aus dieser Ehe hervorgegangen, darunter  Gerrit Jan, der 1958 Ehrenbürger der Stadt Ahaus wurde.

### Beruflicher Werdegang

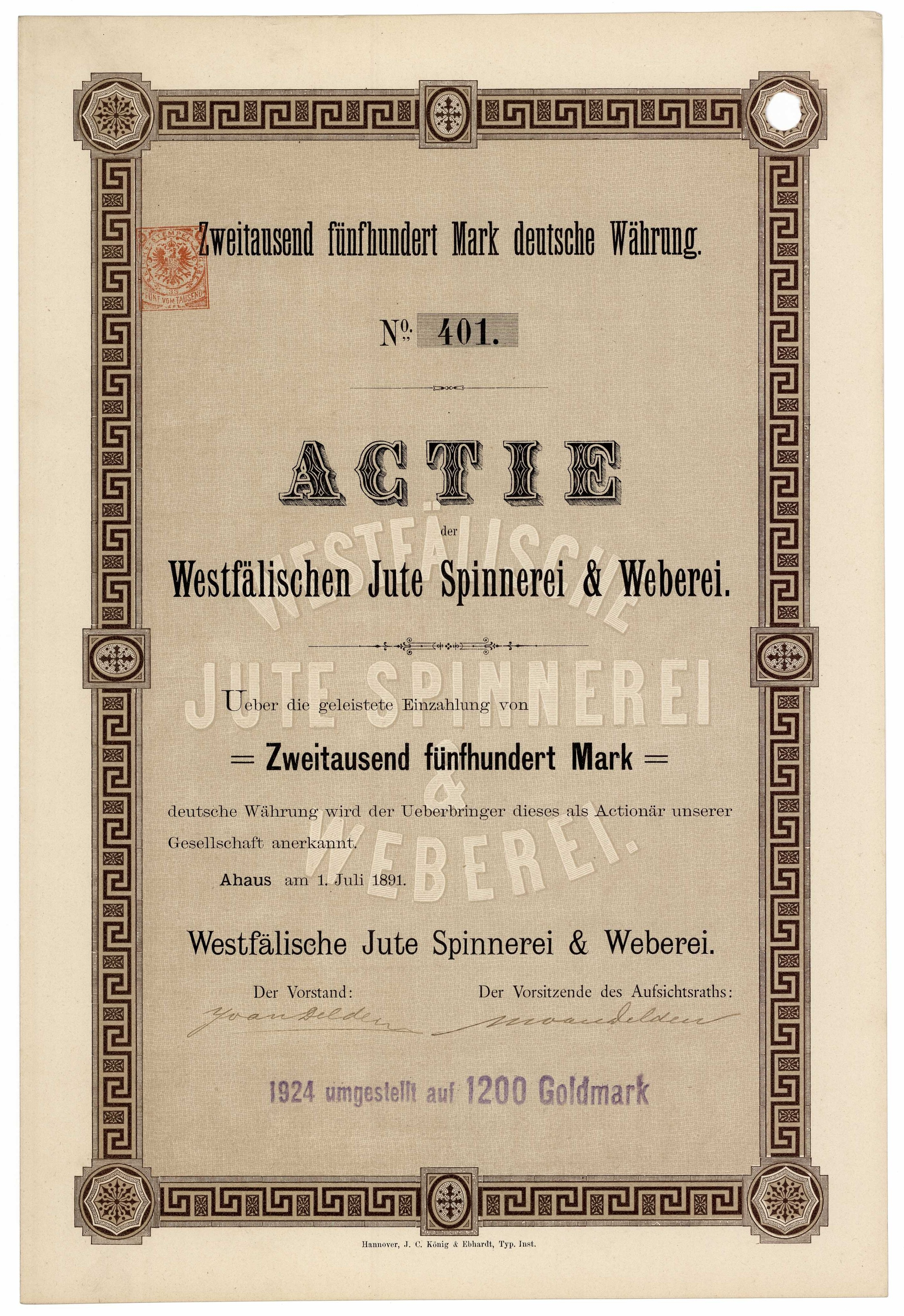
Aktie der Westfälischen Jute Spinnerei & Weberei vom 1. Juli 1891 mit Unterschrift von Vorstand Ysaak van Delden

Ysaak  und sein  Bruder Jan sowie die aus  Gronau stammenden Onkel  Gerrit und Matthieu van Delden gründeten im Jahre 1883 in Ahaus die Westfälische Jutespinnerei und Weberei, die im Laufe der Jahre  zu Europas größter Jutespinnerei wurde.  Dort waren zu Spitzenzeiten mehr als 1600 Menschen in Brot und Arbeit. 1999 ging das Unternehmen in die Insolvenz, nachdem es 1972 in Textilwerke Ahaus AG umbenannt und 1987 durch die Baumwollspinnerei Gronau (zur Delden-Gruppe gehörend) übernommen wurde.
In Anerkennung seiner Leistungen – über Jahre hat er das wirtschaftliche und soziale Leben in Ahaus entscheidend mitgeprägt –  hat der Ahauser Stadtrat ihm im Jahre 1929 die Ehrenbürgerschaft der Stadt übertragen.